# 阿努拉·班达拉奈克
阿努拉·班達拉奈克（1949年2月15日—2008年3月16日）是斯里蘭卡的一名政治家，斯里蘭卡總總理所羅門·班達拉奈克和西麗瑪沃·班達拉奈克的第三名兒子，其兩名姐姐錢德里卡·班達拉奈克·庫馬拉通加和苏内特拉·班达拉奈克亦是斯里蘭卡的重要政治人物。阿努拉曾任斯里蘭卡國會議長及內閣部長。